# Augusto de Lima
Augusto de Lima est une municipalité brésilienne de l'État du Minas Gerais et la microrégion de Curvelo.